# NGC 5325
NGC 5325 (другие обозначения — NGC 5325A, VV 607, MCG 7-28-80, KUG 1348+385, ZWG 218.62, ZWG 219.7, PGC 49163) — спиральная галактика (Sc) в созвездии Гончие Псы.
Этот объект занесён в новый общий каталог несколько раз, с обозначениями NGC 5325, NGC 5325A.
Этот объект входит в число перечисленных в оригинальной редакции «Нового общего каталога».